# The Animals (album UK)
The Animals è il primo album in studio dell'omonimo gruppo rock inglese pubblicato in Gran Bretagna nel 1964. Lo stesso anno venne pubblicato negli USA un album omonimo con una diversa sequenza di brani.

## Tracce
Side 1
1. Bo Diddley (Ellas McDaniel) - 5:40
2. Bury My Body (tradizionale) - 2:53
3. Dimples (John Lee Hooker) - 3:20
4. I've Been Around (Fats Domino) - 1:40
5. I'm in Love Again (Fats Domino, Dave Bartholomew) - 3:04
6. The Girl Can't Help It (Bobby Troup) - 2:24

Side 2
1. I'm Mad Again (John Lee Hooker) - 4:18
2. She Said Yeah (Larry Williams) - 2:22
3. Night Time Is the Right Time (Lew Herman) - 3:49
4. Memphis Tennessee (Chuck Berry) - 3:08
5. Boom Boom (John Lee Hooker) - 3:20
6. Around and Around (Chuck Berry) - 2:45